# Acanthocardamum
Acanthocardamum é um género botânico pertencente à família Brassicaceae.
A autoridade científica do género é Thell., tendo sido publicado em Vierteljahrsschr. Naturf. Ges. Zürich 51: 221. 1906.

## Espécies
A base de dados The Plant List indica apenas uma espécies, Acanthocardamum erinaceum (Boiss.) Thell., dada como sinónima de Aethionema erinaceum (Boiss.) Khosravi & Mumm.
É originária do sul do Irão.